# 墨菲火山
墨菲火山（英語：Mount Murphy）是南極洲的火山，位於南極大陸西部瑪麗伯德地，該火山有三條冰川，海拔高度2,705米，最近一次火山噴發在中新世晚期發生。

## Sources
- LeMasurier, W. E.; Thomson, J. W. (eds.). . American Geophysical Union. 1990: 512 pp. ISBN 0-87590-172-7.

## 外部連結

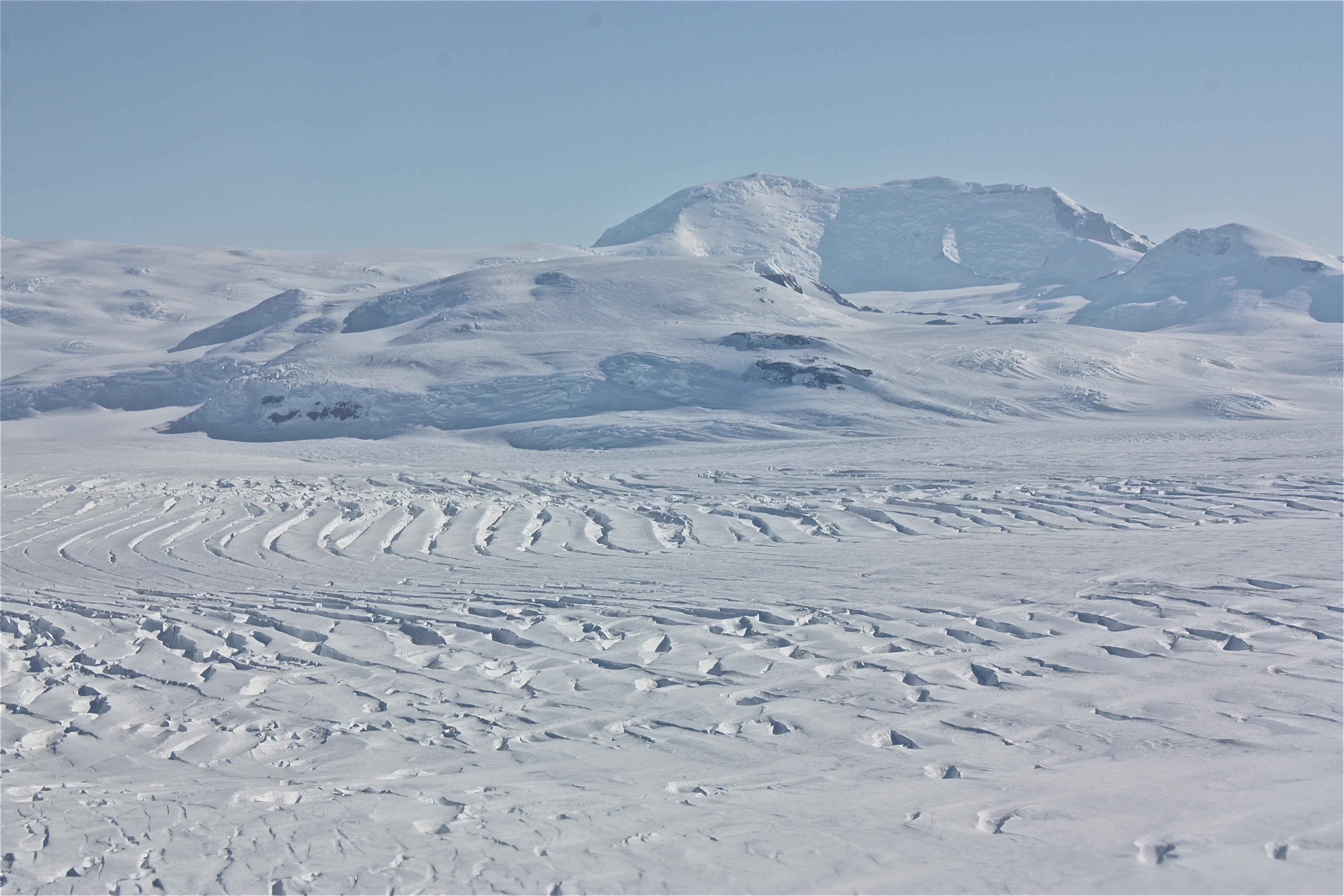

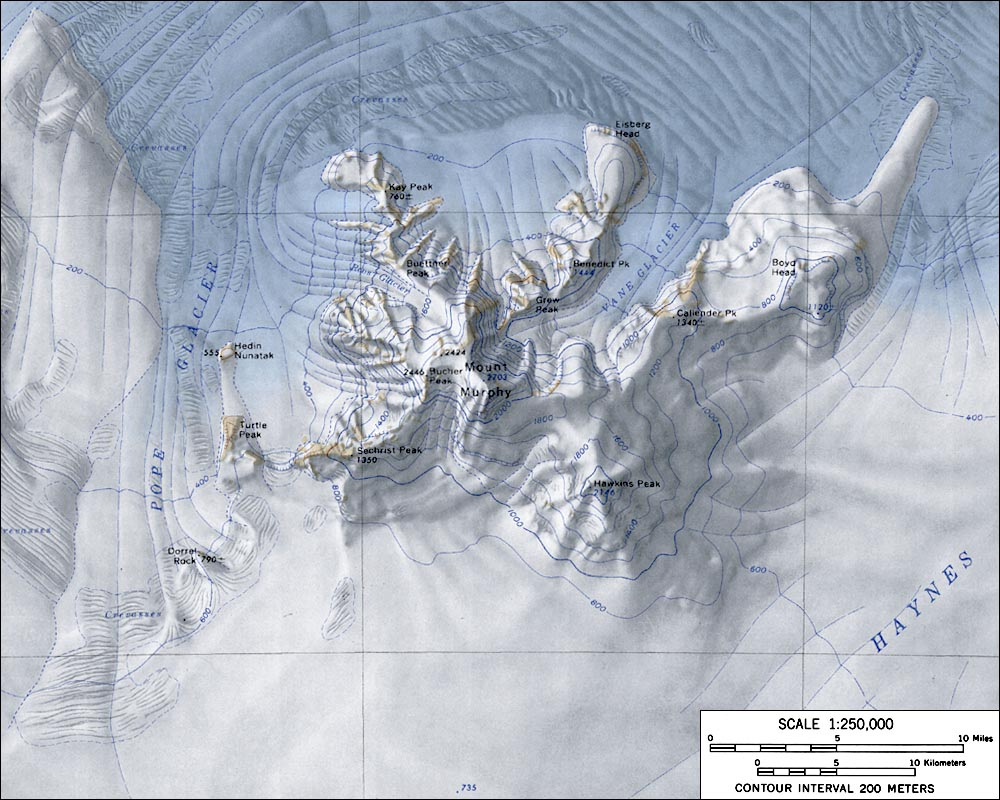

- "Mount Murphy, Antarctica" on Peakbagger （页面存档备份，存于）